# 제3시대

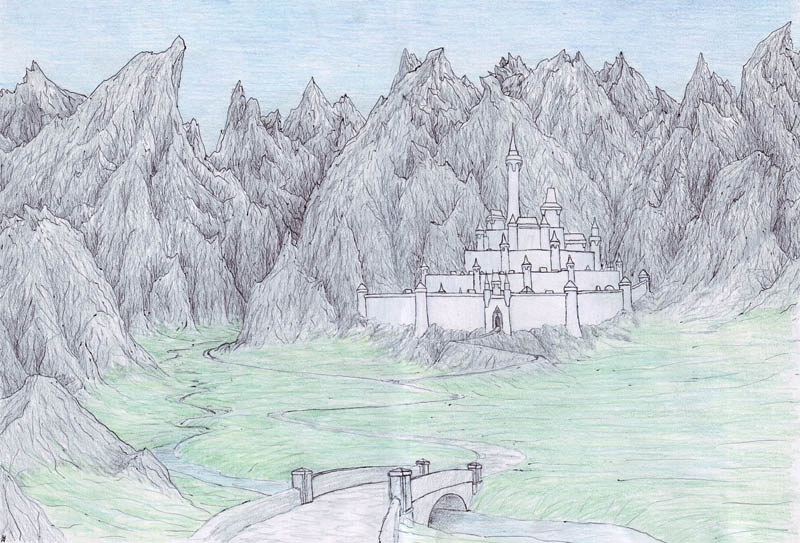
미나스 모르굴 (Minas Morgul) 그림.

제3시대(The Third Age)는 J. R. R. 톨킨이 창조한 가공 세계인 가운데땅의 역사를 구분하는 단위 중 하나이다.
제3시대는 엘프와 인간의 마지막 동맹을 통한, 제2시대 3441년에 있었던 사우론의 첫 몰락을 기점으로 시작한다. 이 시대는 소설 《호빗》의 뒤를 이어 쓰인 《반지의 제왕》의 이야기 속 배경이 된다.
이 시대에는 그 전까지 가운데땅에서 큰 영향력을 행사하고 있었던 엘프들의 세력이 약해져 리븐델(깊은골), 로스로리엔, 어둠숲(머크우드)으로 한정되었다. 또한, 누메노르가 바다 아래로 가라앉은 후 이주자들에 의해 세워진 두 누메노르인 왕국인 아르노르와 곤도르의 흥망성쇠가 있었다. 사우론은 첫 몰락 이후 서서히 다시 세력을 얻었고, 3441년에 사라졌던 절대 반지가 골룸에 의해 다시 발견되었으며, 그것이 또 빌보 배긴스에게 전해졌다.
이 시대는 사우론의 힘을 지니고 있던 절대 반지가 프로도 배긴스에 의해 파괴되어 사우론이 다시 완전히 몰락한 후, 프로도와 빌보가 발리노르로 항해하여 가운데땅에서 사라지기까지 3021년 동안 지속되었다.